# بونيتا فريدريسي
بونيتا فريدريسي (بالإنجليزية: Bonita Friedericy)‏ مواليد 10 أكتوبر 1961 في شارلوتسفيل، فيرجينيا، الولايات المتحدة، هي ممثلة أمريكية.

## الأعمال

### مسلسلات
- مالكوم في الوسط
- دارما وغريغ (مسلسل)
- مونك
- تشاك

## وصلات خارجية
- بونيتا فريدريسي على موقع IMDb (الإنجليزية)
- بونيتا فريدريسي على موقع ألو سيني (الفرنسية)
- بونيتا فريدريسي على موقع أول موفي (الإنجليزية)
- بونيتا فريدريسي على موقع قاعدة بيانات الأفلام السويدية (السويدية)
- بونيتا فريدريسي على موقع قاعدة بيانات الفيلم (الإنجليزية)
- بونيتا فريدريسي على موقع كينوبويسك (الروسية)
- StarTrek.com article - an interview with Bonita and John